# Félicia Ballanger
Pour les articles homonymes, voir Ballanger.
Félicia Ballanger est une cycliste française sur piste née le 12 juin 1971 à La Roche-sur-Yon en Vendée.
Elle est, avec Marie-José Pérec, l'une des deux sportives françaises à être triple championne olympique.

## Biographie

### Enfance et famille
Sa mère l'a prénommée ainsi en souvenir de Felice Gimondi.[réf. nécessaire]
Après avoir épousé Benoît Vêtu en 1996 et divorcé en 2000, elle a pour compagnon un Néo-Calédonien avec qui elle a eu deux enfants ; elle réside à Nouméa.

### Carrière sportive
Après avoir dans sa jeunesse pratiqué de concert le handball et le cyclisme, dont elle est licenciée à La Roche sur Yon au Véloce Club yonnais elle devient championne de France cadette de vitesse sur piste en 1986. Elle obtient son premier titre de championne du monde junior de vitesse sur piste en 1988 toujours sous le maillot du Véloce Club Yonnais. Elle signe ensuite au club du V.C.Sebastiennais en 1989. Elle rejoindra le Vendée U en 1993 et y restera jusqu'à la fin de sa carrière en 2000.
Pour ses premiers championnats du monde séniors en 1990, elle échoue à la 4e place, place qu'elle retrouve l'année suivante toujours aux mondiaux puis lors de ses premiers Jeux Olympiques de 1992 à Barcelone. La saison suivante, elle subit des blessures : cuisse transpercée par une latte du vélodrome et clavicule cassée.
En 1994, elle obtient sa première médaille lors des Mondiaux à Palerme, elle y décroche la médaille d'argent dans l'épreuve de vitesse. Entraînée par Daniel Morelon, ancien grand champion de la discipline, elle remporte son premier titre mondial en 1995 à Bogota : elle y remporte les deux titres du 500 m et de vitesse.
C'est le début d'une domination sans partage sur sa discipline : lors des quatre éditions suivantes des mondiaux (de 1996 à 1999), elle remporte les titres du 500 m et de vitesse.
Durant la même période, elle participe à ses deuxièmes Jeux olympiques de 1996 à Atlanta. Elle s'empare du titre olympique en vitesse.
Sa dernière compétition internationale est planifiée avec les Jeux Olympiques de 2000 à Sydney. Elle s' octroie la médaille d'or sur le 500 mètres. Pour la vitesse, elle se fait une frayeur lors de la finale contre la Russe Oksana Grichina : celle-ci gagne la deuxième manche. Ballanger n'avait plus perdu une manche depuis les mondiaux de Perth 1997 face à l'Australienne Michelle Ferris. Morelon la sort alors de sa léthargie et elle remporte finalement la belle. 
Avec trois médailles d'or aux Jeux Olympiques et dix titres mondiaux, Félicia Ballanger présente l'un des plus beaux palmarès du sport français. 
En 2001, elle devient vice-présidente de la Fédération française de cyclisme.

### Carrière post-sportive
Faisant partie des personnes présentes sur le territoire de Nouméa n'ayant pas assez de temps de résidence (étant arrivée après 1998), elle n'a pu obtenir le droit de vote aux élections territoriales, du fait du gel du corps électoral. Elle s'est fortement mobilisée contre cet état de fait. Lors des législatives de 2007, elle est candidate suppléante du député Jacques Lafleur dans la 1re circonscription.
Elle est actuellement chargée de mission sport au Haut-Commissariat de la République en Nouvelle-Calédonie, responsable du pilotage des dispositifs ANS et correspondante régionale du sport de haut niveau. Jusqu'en 2022, elle a travaillé pour le gouvernement de la Nouvelle-Calédonie, à la direction de la jeunesse et des sports comme conseillère sports, chargée notamment du sport de haut niveau et de la lutte contre le dopage. Elle a été également conseillère municipale à Nouméa.
Elle a été consultante pour la télévision, notamment sur France Télévisions lors des épreuves de cyclisme des Jeux olympiques d'Athènes en 2004 et ceux de Pékin en 2008.
Elle fait partie de la promotion 2010 des Gloires du sport français.

## Club
- Licenciée au Véloce Club Yonnais  de 1983 à 1986
- Licenciée au Vélo Club Sébastiennais de 1987 à 1992
- Licenciée à Vendée U de 1993 à 2000

## Palmarès
Jeux Olympiques d'été
- Médaille d'or aux JO de 1996 en vitesse.
- Médaille d'or aux JO de 2000 en vitesse.
- Médaille d'or aux JO de 2000 en 500 m.

Championnats du monde sur piste
- Médaille d'or aux Championnats du monde Junior sur piste 1988 en vitesse
- Médaille d'or aux Championnats du monde sur piste 1995, 1996, 1997, 1998, 1999 en vitesse
- Médaille d'or aux Championnats du monde sur piste 1995, 1996, 1997, 1998, 1999 en 500 m.
- Médaille d'argent en vitesse en 1994

Championnats de France sur piste
- Championne de France de vitesse : 1991, 1992, 1994 à 2000
- Championne de France du 500 m : de 1995 à 2000

Championnat de France de vitesse, championne de france de vitesse junior 1988
- Championne de France cadette de vitesse : 1986, 1987

Records du monde
- Record du monde du 500 mètres en 35 s 811 le 3 juillet 1993 à Hyères
- Record du monde du 500 mètres en 35 s 190 le 28 juillet 1993 à Bordeaux
- Record du monde du 500 mètres en 34 s 604 le 3 juillet 1994 à Hyères
- Record du monde du 500 mètres en 34 s 474 le 22 juillet 1994 à Colorado Springs
- Record du monde du 500 mètres en 34 s 017 le 29 septembre 1995 à Bogota
- Record du monde du 500 mètres en 34 s 010 le 29 août 1998 à Bordeaux

## Distinctions
- Vélo d'or français : 2000
- Gloires du sport français : promotion 2010
- Prix Monique Berlioux
- Officier de l'Ordre national du Mérite en 2000[8]
- En 2002, Félicia Ballanger fait partie des coureuses retenues dans le Hall of Fame de l'Union cycliste internationale[9].